# フロック・オブ・シーガルズ
フロック・オブ・シーガルズ（A Flock Of Seagulls、ア・フロック・オブ・シーガルズ）は、イギリスのニュー・ウェイヴ、 シンセポップ、ニューロマンティック・バンド。1982年のスマッシュヒット「I Ran (So Far Away)」などのミュージック・ビデオがMTVで盛んにプレイされ、折からの第2次ブリティッシュ・インヴェイジョンの波に乗って世界的に知名度を上げた。

## 来歴

### 1980年 – 1986年： 結成〜成功〜挫折
フロック・オブ・シーガルズは1980年マイク・スコア（ボーカル、キーボード）が中心となってリヴァプールで結成された。マイクは美容師で、デビュー後はガルウィングのような奇抜なヘアスタイル（後年マイクは冗談で「ウルヴァリンにパクられた」と語っている）が話題となった。結成時のメンバーは、ウィリー・ウー（ギター）、フランク・モーズリー（ベース）、そしてマイクの兄アリ・スコア（ドラムス）。「カモメの群れ」を意味するバンド名の由来はストラングラーズの曲「Toiler on the Sea」と小説『かもめのジョナサン』。
ギターのウーはすぐにバンドを去り、ティーンエイジャーのポール・レイノルズが加入した。兄弟げんかのせいでマーク・エドモンドソンがごく短期間代役としてドラムスを叩いたこともあった。来るべきレコード会社からのオファーに備えて彼らは、日々マイクのヘアサロン2階でレッスンしてはクラブでの演奏に繰り出した。
1981年5月、バンドはBBCラジオ1で翌週のジョン・ピールの番組向けにセッションをレコーディングした。そしてミドルセックスにあったCheckmount Limitedのマネジメントの下ジャイヴ・レコードからシングルをリリースすることも決定した。ファーストシングル「(It's Not Me) Talking」と、セカンド「Telecommunication」はいずれもビル・ネルソンがプロデュースし、「Telecommunication」はクラブチャートでヒットを記録した。
サードリリースはEPの「Modern Love is Automatic」で、7インチと12インチそれぞれ複数のバージョンが存在した。12インチはすぐに「Telecommunication」とのダブルA面バージョンもリイシューされ、これがアメリカ初進出のレコードとなった。
商業的なピークとなった1982年、元ゴングのマイク・ハウレットがプロデュースした4thシングル「I Ran (So Far Away)」は、オーストラリアで1位、アメリカとニュージーランドでトップ10を記録する大ヒットとなった。続くシングル「Space Age Love Song」もヒットし、両曲を収録したファーストアルバム「 テレコミュニケイション 」はアメリカとニュージーランドでゴールドディスク、カナダでプラチナディスクを獲得した。第25回（1983年）のグラミー賞ではアルバム収録曲「D.N.A.」が最優秀ロック・インストゥルメンタル・パフォーマンス賞を獲得した。
セカンドアルバム「リッスン」から先行リリースされたシングル「Wishing (If I Had a Photograph of You)」は母国イギリスで初のトップ10ヒットとなった。
メモリアルデーの週末1983年5月28日、フロック・オブ・シーガルズはザ・クラッシュ、メン・アット・ワーク、ストレイ・キャッツらとUSフェスティバルに参加した。同年「リッスン」からはデビューシングル「(It's Not Me) Talking」の再録バージョンを含む3曲のシングルがリリースされたがマイナーヒットに終わった。がっかりした彼らは異星人侵略などのSF的なテーマから方向転換し、より現実味があり人間的な感情に訴える作品としてサードアルバム「ストーリー・オブ・ア・ヤング・ハート」を完成させた。しかしシングル「星空の恋」のパワープレイも功を奏さず、アルバムのセールスは多くの国で前作より落ち込む結果となった。また続く2枚のシングル「Never Again (The Dancer)」と「Remember David」はチャート入りさえ果たせなかった。セールス低迷に喘ぎながらもツアーを続けるさ中、レイノルズが脱退し元クラシックス・ヌヴォーのゲイリー・ステッドマンに交代した。サウンドのテコ入れとしてキーボードのクリス・クリサフィスも加入した。両名とも4thアルバム「ドリーム・カム・トゥルー」のレコーディングを待たずして、事前のツアーが終わるとバンドを去ってしまった。アルバムはイギリスでは1985年、アメリカや日本など他国では1986年にリリースされたが、低迷に拍車が掛かりチャート・ランク圏外となってしまう。この結果バンドは実質的な解散状態に陥ってしまった。

### 1988年 - 現在： 再結成後
サードアルバムリリース後フィラデルフィアに拠点を移していたマイク・スコアは、仲たがいしてボストンに移住した兄や、ホームシックでイギリスに帰ってしまったモーズリーを呼び戻すのではなく、地元のミュージシャンでバンドをリニューアルすることにした。1988年再結成時のメンバーは、ギターのエド・バーナーとデイヴ・メアーズ、ベースのマイク・ラドクリフ、キーボードのマイク・レイルトン、ドラムスのカヤ・プライアーとヨンテ・ウィルキンス。後にギタリストのマイケル・マークォートがドラマーとして参加した。ただし1989年シングルの「Magic」がリリースされる頃にはメンバーは減り5人編成となっていた（スコア、バーナー、ラドクリフ、レイルトン、プライアー）。
1994年のメンバー変更では、スコアとバーナーにドラムスのA.J.マツェッティとベースのディーン・プシェットが加わった。このカルテットでレコーディングした1996年の5thアルバム「The Light at the End of the World」は前作に続きチャート入りを逃した。
1998年、バーナー、マツェッティ、プシェットがバンドを去り、ジョー・ロドリゲス、ダリル・サンズ、ロブ・ライトが加入した。1999年バンドはマドンナの「マイ・プレイグラウンド」をカバーし、2000年のトリビュート・アルバム「Virgin Voices: A Tribute to Madonna - Volume Two」と2006年のトリビュート・アルバム「The World's Greatest 80s Tribute to Madonna」に収録された。2003年にはバンド創設メンバーの、スコア兄弟、レイノルズ、モーズリーがVH1のテレビ番組Bands Reunited出演のため一夜限りの再結成。番組では「I Ran (So Far Away)」と「Space Age Love Song」を披露した。2004年も再度オリジナルメンバーが集結しツアーを行った。ツアーはその後マイク・スコアと新メンバー（ロドリゲス、新規加入のパンドゥ（ベース）とマイケル・ブラーム（ドラムス））に引き継がれた。翌年はこの新メンバーでテレビ番組Hit Me Baby, One More Timeのアメリカ版に出演し、「I Ran (So Far Away)」とライアン・カブレラの「On The Way Down」を演奏した。
2011年6月、レイノルズとモーズリーはリヴァプールのCroxteth Parkで開催された音楽イベント「Croxteth Country Park Free Music Festival」にフロック・オブ・シーガルズの名で参加した。
2013年2月、スコアはYouTubeのアカウントでソロ活動の準備中であると明かし、同月シングル「All I Wanna Do」を、翌年1月にもシングル「Somebody Like You」をリリースした。2013年7月、デイリーニューズの取材に対しスコアは、ツアーの機材を満載した車が盗難に遭い、7万ドル相当の機材とスコアのソロ・アルバム「Zeebratta」用の曲を保存したHDDが失われたことを明かした。これによる遅延はあったものの、何とか自宅のデータで復旧し2014年3月にアルバムをリリースすることができた。2016年にドラムスがブラームからケヴィン・ランキンに交代。2017年にはギターのロドリゲスがカナダのSpoonsから移籍したゴード・デップに交代した。
2018年5月3日、オリジナルメンバー4人による6thアルバム「Ascension」の制作が発表された。オリジナルメンバーとしては実に34年振りとなるこのアルバムは、6月以降CD版及びMP3のダウンロード版が相次いでリリースされた。プラハ・フィルハーモニー管弦楽団と共演した既存曲のオーケストラ・バージョン11曲と新曲「Ascension」が収録されている。6月6日には「Space Age Love Song」のミュージック・ビデオがYouTubeでプレミア公開され、2日後に同曲5バージョン入りのEPがダウンロード販売された。12月には「I Ran (So Far Away)」もシングルとしてリリースされた。
2019年7月、引き続きオリジナルメンバー4人の名義でアルバム「Inflight – The Extended Essentials」がリリースされた。新規録音された往年のヒット10曲のエクステンデッド・バージョンが収録され、インストゥルメンタル・バージョンと、「Wishing (If I Had a Photograph of You)」の各種リミックス、ダウンロード専用のボーナス曲を追加したボックス・セットも同時リリースされた。

## 遺産
後世においてフロック・オブ・シーガルズは、マイク・スコアに象徴されるヘアスタイルやファッションの特異性も手伝ってキワモノ扱いされがちである。パロディの対象になることも多々あり（「パロディ」の項参照）、ニュー・ミュージカル・エクスプレスは「1980年代当時と違って今皆が知っているのはマイク・スコアのおかしな髪型と、それが「パルプ・フィクション」でネタにされたことだ」と語っている。
ガーディアンのアルフレッド・ヒックリングは2007年の記事で、同じリヴァプール出身のミュージシャンであるオーケストラル・マヌーヴァーズ・イン・ザ・ダークやフランキー・ゴーズ・トゥ・ハリウッドに対して、フロック・オブ・シーガルズやチャイナ・クライシスを「ひどい」と貶している。
一方で彼らがニュー・ウェイヴの先駆者かつ時代を代表する存在として評価されているのも事実である。レイノルズの高度なギタープレイや、シンセサイザーが織りなすサウンド面での評価も高い。彼らがデビュー作にしてエイリアン襲来を仄めかすSFテーマのコンセプト・アルバムを成功に導いたことも特筆に値する。ビルボード誌のロバート・クリストガウは彼らが正統派のニュー・ウェイヴファンから否定的に見られることを理解しつつも、陽気で機械的なボーカルと歌詞、それが歌う対照的で不気味な世界の破滅、人間味のあるドラムスとギターによるポスト・パンク的なロック・サウンドといった独自性を称賛している。彼らはまたJive、VH1 Classic、Legacy Recordingsが企画した'80sミュージシャンのコンピレーションCDシリーズ「We Are the 80's」において、バングルスやリック・スプリングフィールド、ラヴァーボーイらと並んでラインナップに選出されている。
残念ながら「I Ran (So Far Away)」のビッグ・ヒットとそれに続くセールス急降下のため、所謂一発屋としての印象が強くなってしまった。もちろん歴史的なヒット曲あってこその現象で卑しむべきものではないが、後年VH1のインタビューに対しマイク・スコアは「どのライブでも例外なく皆「「I Ran (So Far Away)」」を聞きたがるからうんざりする」と語った。「俺たちのベスト・ナンバーはあの曲じゃない」とも語っている。しかし「I Ran (So Far Away)」のミュージック・ビデオは低予算ながら大成功を収め、MTVでヘヴィー・ローテーションされた。ビデオ・ミュージック世代のアイコンとして今でも人々の記憶に残っている。

## メンバー構成

### メンバー
| 現在のメンバー - マイク・スコア – リード・ボーカル, キーボード, ギター (1980年–1986年, 1988年–現在) - パンドゥ – ベース (2004年–現在) - ケヴィン・ランキン – ドラムス (2016年–現在) - ゴード・デップ – リード・ギター (2017年–現在) | 過去のメンバー - フランク・モーズリー – ベース (1980年–1986年, 2003年, 2004年, 2018年) - アリ・スコア – ドラムス (1980年, 1980年–1986年, 2003年, 2004年, 2018年) - ウィリー・ウー – リード・ギター (1980年) - マーク・エドモンドソン – ドラムス (1980年) - ポール・レイノルズ – リード・ギター (1980年–1984年, 2003年, 2004年, 2018年) - クリス・クリサフィス – キーボード (1984年–1985年) - ゲイリー・ステッドマン – リード・ギター (1984年–1985年) - エド・バーナー – リード・ギター (1988年–1998年) - デイヴ・メアーズ – リード・ギター (1988年–1989年) - カヤ・プライアー – ドラムス, パーカッション (1988年–1994年) - マイク・ラドクリフ – ベース (1988年–1994年) - マイク・レイルトン – キーボード (1988年–1994年) - ヨンテ・ウィルキンス – ドラムス (1988年–1989年) - マイケル・マークォート – ドラムス (1989年) - A.J.マツェッティ – ドラムス (1994年–1998年) - ディーン・プシェット – ベース (1994年–1998年) - ジョー・ロドリゲス – リード・ギター (1998年–2017年) - ダリル・サンズ – ドラムス (1998年–2004年) - ロブ・ライト – ベース (1998年–2004年) - ロビー・ハンソン – ベース (1999年–2006年) - アルバート・クルーズ – ドラムス (2001年–2006年) - マイケル・ブラーム – ドラムス (2004年–2016年) |

## ディスコグラフィ
- 『テレコミュニケイション（英語版）』 - A Flock of Seagulls (1982年)
- 『リッスン（英語版）』 - Listen (1983年)
- 『ストーリー・オブ・ア・ヤング・ハート（英語版）』 - The Story of a Young Heart (1984年)
- 『ドリーム・カム・トゥルー（英語版）』 - Dream Come True (1986年)
- 『The Light at the End of the World（英語版）』 - The Light at the End of the World (1995年)
- 『Ascension（英語版）』 - Ascension (2018年)

## グラミー賞
第25回（1983年）のグラミー賞でファーストアルバム「テレコミュニケイション」収録曲「D.N.A.」が最優秀ロック・インストゥルメンタル・パフォーマンス賞を獲得した。翌年は最優秀短編ミュージック・ビデオ賞にノミネートされている。

## パロディ
後世のメディアにおけるフロック・オブ・シーガルズあるいはマイク・スコアの髪型を題材にしたパロディ。
- 「パルプ・フィクション」（映画、1994年） - 殺し屋ジュールス（サミュエル・L・ジャクソン）が80年代風に前髪を流した金髪青年ロジャー（バー・スティアーズ）を指して「おい、フロック・オブ・シーガルズ」と呼び掛ける。
- 「フレンズ」（テレビドラマ）
  - シーズン2第15話「ついに二人は・・・?」（1996年） - チャンドラー（マシュー・ペリー）が1982年のデートの失敗談として「俺のフロック・オブ・シーガルズヘアが彼女の顎をくすぐった」エピソードを語る。
  - シーズン5第8話「それぞれの感謝祭」（1998年） - 1987年を回想するシーン。若き日のチャンドラーがマイク・スコアそっくりな髪形をしており、「バンドでリード・ボーカルをやってる」と紹介される。
- 「ウェディング・シンガー」（映画、1998年） - 主人公ロビー（アダム・サンドラー｝が空港でチケットを買うシーン。窓口の男（マーク・ベルツマン）がマイク・スコアそっくりな髪形をしており別れ際に「フロック・オブ・シーガルズは好き？」と尋ねる[49]。
- 「ザット'70sショー」（テレビドラマ、1998年） - シーズン4第1話「It's a Wonderful Life」。天使が見せてくれた未来の1983年。マイク・スコアそっくりな髪形をしたフェズ（ウィルマー・バルデラマ）が「音楽史を変えるバンドを見つけた」と言って「I Ran (So Far Away)」のサビを口ずさむ。
- 「Let's Bowl（英語版）l」（バラエティ番組、2001年） - ホストのWally Hotvedt（Rich Kronfeld）がマイク・スコアに扮した「I Ran (So Far Away)」のパロディ・ビデオが流れて観客が大爆笑する。
- 「オースティン・パワーズ ゴールドメンバー」（映画、2002年） - 主人公オースティン（マイク・マイヤーズ）がフォクシー（ビヨンセ）に「（その時代を見てきたけど）70年代と80年代には何もなかったよ、あったのはオイルショックとフロック・オブ・シーガルズだけ」と語る。
- 「X-MEN:アポカリプス」（映画、2016年）[50]
  - アポカリプス（英語版）（オスカー・アイザック）がカイロでストーム（アレクサンドラ・シップ）を発見するシーン。ラジカセからアラビア語バージョンの「I Ran (So Far Away)」（未発表バージョン、サウンド・トラック未収録）が流れる。
  - ナイトクローラー（コディ・スミット＝マクフィー）の髪型はマイク・スコアを参考にしたとされるが[51][52]公式情報ではない。
  - 公式Facebookページにミュータントを使用した1980年代のレコードジャケット・パロディ「Mutant Mashups」が掲載された[53]。フロック・オブ・シーガルズも含まれており、「I Ran (So Far Away)」のジャケットにクイックシルバー（エヴァン・ピーターズ）が扮している。
- 「ラ・ラ・ランド」（映画、2016年） - 主人公セブ（ライアン・ゴズリング）とミア（エマ・ストーン）が再会するカクテルパーティーで「I Ran (So Far Away)」が演奏される（ミアがこの曲をリクエストして演奏させられたセブが憤慨する）。